# Sheriff und Sträfling
Sheriff und Sträfling ist ein US-amerikanischer Western aus dem Jahr 1931 von Philip Rosen mit Ken Maynard in der Hauptrolle. Der Pre-Code-Film wurde von Tiffany Productions of California produziert.

## Handlung
Pete Larkin ist der Anführer einer Bande von Viehdieben. Er will seine Nichte Mary dazu zwingen, den korrupten Sheriff Jim Bledsoe zu heiraten, den sie hasst. Noch vor der Hochzeit wird der Sheriff bei einem Pokerspiel erschossen.
Zur gleichen Zeit bricht Pocatello Kid, der Zwillingsbruder des Sheriffs, aus dem Gefängnis aus. Er wird dabei verletzt und reitet in die Stadt seines Bruders, um sich zu erholen. Kurz vor der Stadt bricht er ohnmächtig zusammen und wird von Larkin gefunden. Als Kid wieder zu sich kommt, erklärt ihm Larkin, dass Kid seinen Bruder versehentlich getötet habe und nun seinen Posten als Sheriff einnehmen müsse. Die Leiche des echten Sheriffs wird für den Ausbrecher Pocatello Kid ausgegeben. Dadurch steigt das Ansehen des unbeliebten Sheriffs bei den Ranchern der Gegend, die glauben, der Sheriff habe den Ausbrecher getötet.
Die Rancher wollen nun, dass der Sheriff die Viehdiebe dingfest macht. Kid hat sich zu einem gesetzestreuen Menschen gewandelt und sich dabei in Mary verliebt. Er will seine Mission beginnen und nimmt einen der Viehdiebe fest. Der will ihm den Namen des wahren Mörders seines Bruders nennen, wenn er freigelassen wird. Nachdem er die Wahrheit erfahren hat, macht er weiter mit den Festnahmen. Larkin droht ihm damit, seine wahre Identität zu enthüllen, doch die Rancher bitten ihn, weiter als Sheriff in der Stadt zu bleiben. Kid verhaftet auch Larkin und trifft mit Mary Vorbereitungen für ihr Hochzeit.

## Hintergrund
In einer kleinen nicht im Abspann erwähnten Nebenrolle trat Bud Osborne auf.

## Veröffentlichung
Die Premiere des Films fand am 6. Dezember 1931 statt. In der Bundesrepublik Deutschland kam er am 24. November 1950 in die Kinos.

## Kritiken
Das Magazin Film Daily bezeichnete den Film als den üblichen Western, frei von jeder Klasse und um eine unglaubwürdige Handlung herumgestrickt. Die Dialoge seien voller Obszönitäten und vulgärer Redensarten, die in einem Film keinen Platz haben.
Der Kritiker des TV Guide sah dagegen eine sympathische Pferdeoper.